# Jeanie MacPherson
Jeanie MacPherson (Boston, 18 de maio de 1886 - Los Angeles, 26 de agosto de 1946) foi uma atriz e roteirista estadunidense. Em 1927, ela foi um dos membros fundadores da Academia de Artes e Ciências Cinematográficas.

## Filmografia
- Fra Diavolo (1933) (adaptação)
- Madam Satan (1930)
- Dynamite (1929)
- Young April (1926) (adaptação)
- Her Man o' War (1926)
- Red Dice (1926) (adaptação)
- The Road to Yesterday (1925) (adaptação)
- Triumph (1924) (adaptação)
- Adam's Rib (1923)
- Manslaughter (1922) (1922) (adaptação)
- Saturday Night (1922)
- A Prodigal Knight (1921)
- Forbidden Fruit (1921)
- Male and Female (1919)
- Till I Come Back to You (1918)
- Old Wives for New (1918)
- The Devil-Stone (1917)
- The Woman God Forgot (1917)
- The Little American (1917)
- The Love Mask (1916)
- The Golden Chance (1915)
- Chimmie Fadden Out West (1915)
- The Black Box (1915)